# 桑索維諾前廊
桑索維諾前廊（義大利語：Loggetta del Sansovino）是意大利威尼斯的一座建築，位於聖馬可廣場。

## 历史
這座建築由雅各布·桑索維諾設計，修建於1537年至1546年期間。桑索維諾前廊由三個拱門組成。